# Поведа-де-лас-Сінтас
Поведа-де-лас-Сінтас (ісп. Poveda de las Cintas) — муніципалітет в Іспанії, у складі автономної спільноти Кастилія-і-Леон, у провінції Саламанка. Населення — 273 особи (2010).
Муніципалітет розташований на відстані близько 150 км на північний захід від Мадрида, 35 км на схід від Саламанки.

## Демографія
Динаміка населення (INE ):